# (64063) 2001 SD267
2001 أس دي 267 (ويعرف أيضًا باسم (64063) 2001 أس دي 267 وفق تسمية الكوكب الصغير) (بالإنجليزية: 2001 SD267)‏ هو كويكب ضمن حزام الكويكبات؛ وترتيبه 64063 من حيث الاكتشاف.
اكتُشف هذا الجُرم الفلكي بواسطة William Kwong Yu Yeung ‏ في 25 سبتمبر 2001.

## وصلات خارجية
- (64063) 2001 SD267 في قاعدة بيانات مختبر الدفع النفاث لأجرام النظام الشمسي الصغيرة

- الاكتشاف · مخطط المدار ·  العناصر المدارية · المعلمات المادية

- (64063) 2001 SD267 على موقع ويكي سكاي: DSS2, SDSS, GALEX, IRAS, Hydrogen α, X-Ray, Astrophoto, Sky Map, Articles and images